# 1825 na literatura

## Nascimentos
| Data            | Nome                  | Profissão | Nacionalidade | Observações | Ref |
| --------------- | --------------------- | --------- | ------------- | ----------- | --- |
| 19 de Fevereiro | Mór Jókai             | escritor  | Hungria       | m. 1904     |     |
| 16 de Março     | Camilo Castelo Branco | escritor  | Portugal      | m. 1890     |     |

## Mortes
| Data           | Nome      | Profissão | Nacionalidade | Observações | Ref |
| -------------- | --------- | --------- | ------------- | ----------- | --- |
| 14 de Novembro | Jean Paul | poeta     | Alemanha      | n. 1763     |     |